# Cappella degli Appestati
La Cappella degli Appestati (o dei Lebbrosi)  è una piccola chiesa situata nel parco di Villa Litta a Milano.
La cappella è stata fatta erigere dalla nobile famiglia Litta, proprietaria anche dell’omonima Villa Litta Modignani all'interno del parco di Affori, dopo la peste del 1630.

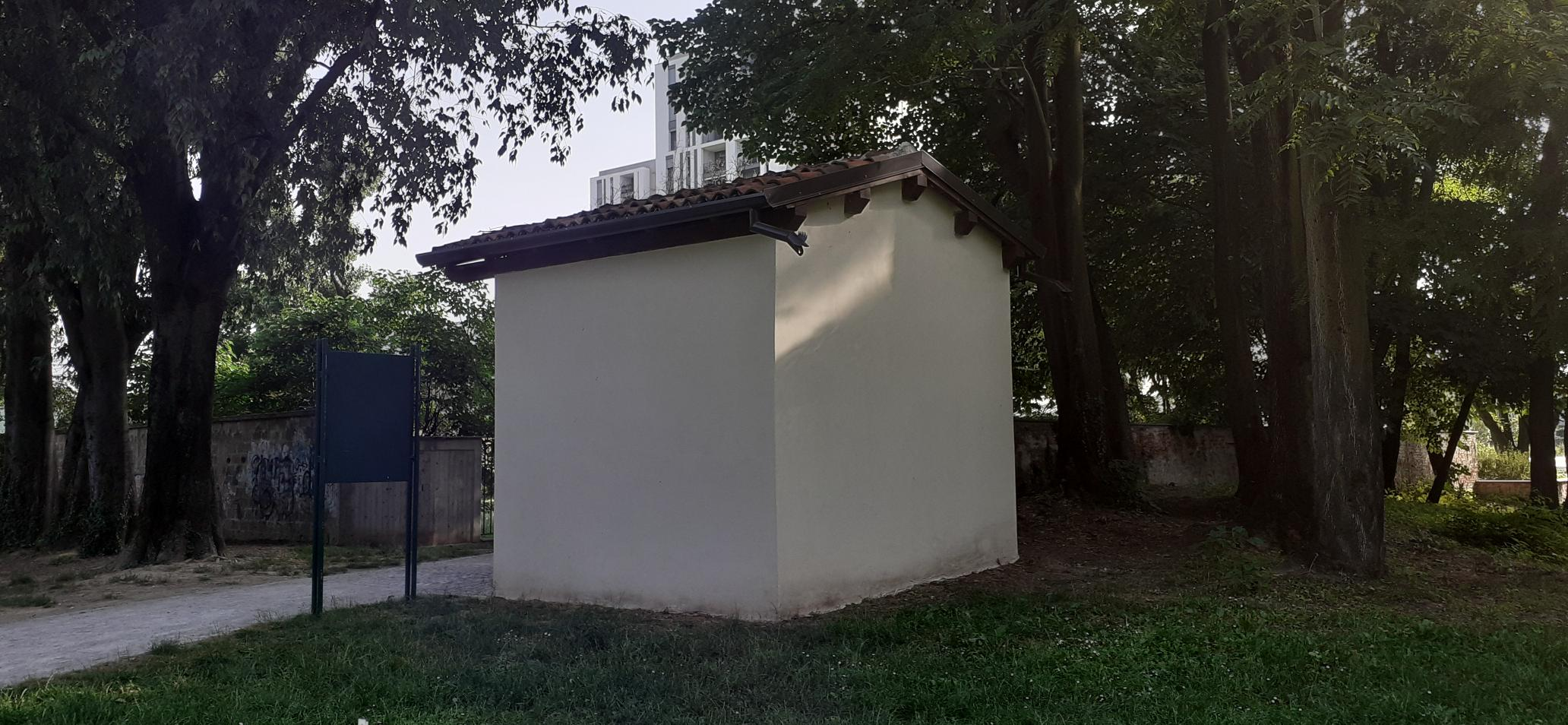
Cappella deli Appestati, Affori, veduta posteriore

## Storia
Il Parco di Villa Litta, il più antico tra i parchi di Milano situati al di fuori della cerchia dei bastioni, ospita la Cappella degli Appestati. La chiesa è contigua alla Villa Litta e cintata rispetto allo stesso Parco.
A seguito dell'epidemia di peste del 1630, che colpì mortalmente il 26% della popolazione milanese, una tradizione comune divenne quella di costruire edicole in memoria dei defunti colpiti dall'epidemia. La famiglia Litta decise di erigere la cappella gentilizia subito dopo l'acquisto e il rinnovamento dell’attuale e omonima villa dagli eredi della famiglia Corbella.

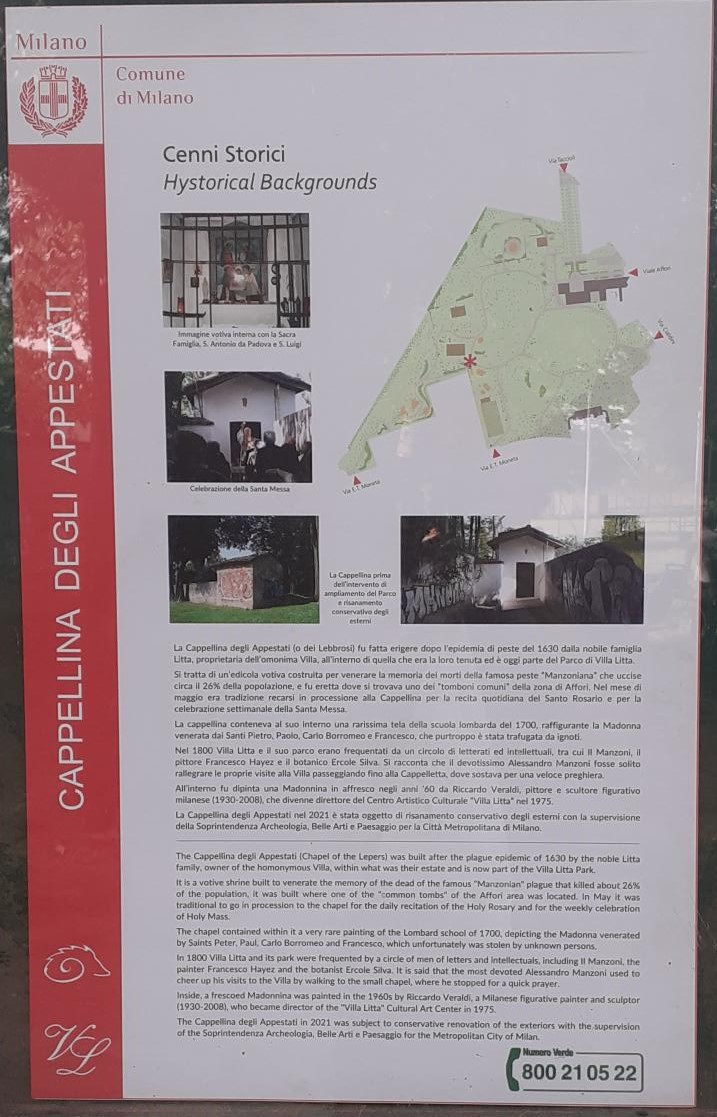
La Cappella deli Appestati, Affori, cenni storici

La cappella di Affori fu costruita per accogliere i malati di peste, che venivano portati qui per essere curati e isolati dagli altri abitanti della città. La struttura era dotata di un'area per la cura dei malati, ma anche di una zona per le sepolture, poiché spesso le vittime della peste morivano in gran numero e non era possibile seppellirle nel cimitero della città.
La cappella ha subito vari interventi di restauro nel corso dei secoli, ma ha sempre mantenuto la sua funzione originaria di luogo di culto e di memoria storica.
La restaurazione conservativa dell'edicola votiva è avvenuta con i lavori di riqualificazione ed ampliamento del Parco di Villa Litta previsti da progetto tra Ottobre 2020 con chiusura lavori nel 2021.
Per mantenere la memoria storica del luogo, il muro di mattoni che delimitava il parco storico è rimasto parzialmente integro. La cappella viene utilizzata per celebrazioni religiose, ma anche per eventi culturali e artistici che ne valorizzano la memoria storica.

## Descrizione
La Cappella degli Appestati è un'edicola interamente affrescata con la tecnica del trompe-l’œil.  Al suo interno vi era una tela della Scuola Lombarda del 1700 raffigurante la Madonna Venerata dai Santi Pietro, Paolo, Carlo Borromeo e Francesco.
La Cappellina degli Appestati nel 2021 è stata oggetto di risanamento conservativo degli esterni con la supervisione della Sopraintendenza Archeologia, Belle Arti e Paesaggio per la Città Metropolitana di Milano nell' ambito del Piano Quartieri del Comune di Milano

### Esterno
L'esterno, rinnovato, è facilmente visitabile grazie all'apertura di un nuovo sentiero fruibile in seguito ai recenti lavori di opera di riqualificazione del parco e della ristrutturazione della cappelletta.
L'edificio si presenta come una piccola cappella a pianta rettangolare, con un tetto a due falde e una facciata sul lato corto.
Sulla facciata si trovava un piccolo portale in pietra, con un arco a tutto sesto e una lunetta sopra il quale era incisa la data di costruzione dell'edificio, ovvero 1630. Dopo le opere di riqualificazione il portale ha assunto la forma rettagolare con vetrate superiori.

### Interno
L'interno è inaccessibile ai visitatori ed ospitava una tela raffigurante la Madonna Venerata dai Santi Pietro, Paolo, Carlo Borromeo e Francesco del 1700.
L'edificio è costituito da una sola navata, con una volta a botte e un'abside semicircolare. Sulle pareti si trovano alcuni affreschi che risalgono al periodo della sua costruzione, tra cui una Madonna con Bambino e Sant'Antonio Abate.
La cappella ospita un altare in legno intagliato, decorato con motivi floreali e con una croce al centro. Sulla mensa dell'altare si trova una statua in legno della Madonna con Bambino, che risale al XVIII secolo.
Inoltre, all'interno della cappella si trovano dei dipinti che rappresentano alcune scene della vita di San Carlo Borromeo, il santo patrono di Milano che si distinse per il suo impegno durante l'epidemia di peste del 1576. All'interno fu dipinta anche una Madonnina in affresco negli anni '60 da Riccardo Veraldi, pittore e scultore figurativo milanese (1930-2008) che divenne direttore del Centro Artistico Culturale "Villa Litta" nel 1975.